# Marple Bridge
Marple Bridge – wieś w Anglii, w hrabstwie ceremonialnym Wielki Manchester, w dystrykcie metropolitalnym Stockport. Leży 15 km na południowy wschód od centrum miasta Manchester.